# SV Lippstadt 08
Der SV Lippstadt 08 (vollständiger Name: Spielverein Lippstadt 08 e. V.) ist ein Sportverein aus der Stadt Lippstadt im Kreis Soest. Der Verein wurde am 4. Juni 1997 durch die Fusion der Fußballabteilung von Teutonia Lippstadt mit Borussia Lippstadt gegründet. Die Vereinsfarben sind Schwarz und Rot. Die erste Herrenmannschaft spielt seit dem Abstieg im Jahre 2024 in der fünftklassigen Oberliga Westfalen und nahm einmal am DFB-Pokal teil. Heimspielstätte ist seit Januar 2015 das Stadion am Bruchbaum. Zuvor spielten die Lippstädter im Stadion Am Waldschlösschen.

## Die Stammvereine

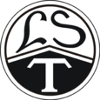
Logo der Teutonia

### Teutonia Lippstadt
Anfang März 1908 gründeten sechs junge Männer den 1. Lippstädter Fußballclub „Teutonia“, der drei Jahre später in den Westdeutschen Spielverband aufgenommen wurde. 1921 schloss sich der Verein SV Westfalia Lippstadt der Teutonia an. Am Himmelfahrtstag wurde das Stadion Am Waldschlößchen eingeweiht. Zwischen 1927 und 1933 gehörte die Teutonia der höchsten westfälischen Spielklasse an. In der zweitklassigen Bezirksliga Ostwestfalen erreichten die Lippstädter im Jahre 1942 die Meisterschaft. In der anschließenden Aufstiegsrunde scheiterte die Teutonia am STV Horst-Emscher. Zur Saison 1944/45 wurde die Teutonia ohne sportliche Qualifikation in die Gauliga aufgenommen. Der Spielbetrieb wurde wegen des Zweiten Weltkrieges abgebrochen, noch bevor die Teutonia zum ersten Mal spielte. Ab Oktober 1944 bildete die Teutonia mit den Lokalrivalen Borussia und Luftwaffensportverein Lipperbruchbaum eine Kriegsspielgemeinschaft.
Nach Kriegsende wurde am 22. September 1945 der Turn- und Sportverein Lippstadt als Zusammenschluss aller örtlichen Vereine gebildet. Kurze Zeit später wurde die Teutonia wiedergegründet, die 1947 den Aufstieg in die zweitklassige Landesliga schaffte. Ein Jahr später lehnte der Verein das Vertragsspielertum ab und verzichtete auf den Start in der II. Division. Im Jahre 1956 verpasste die Teutonia die neu eingeführte Verbandsliga Westfalen, die ein Jahr später erreicht wurde. In den folgenden Jahren pendelte die Teutonia zwischen Verbands- und Bezirksliga, ehe 1979 nach zwei Aufstiegen in Folge die Oberliga Westfalen erreicht wurde. Nachdem fünf Stammspieler zum Lokalrivalen Borussia wechselten, stieg die Mannschaft 1983 ab. Es folgten weitere Jahre als Fahrstuhlmannschaft zwischen Verbands- und Landesliga, ehe es zur Fusion der Fußballabteilungen von Teutonia und Borussia kam.

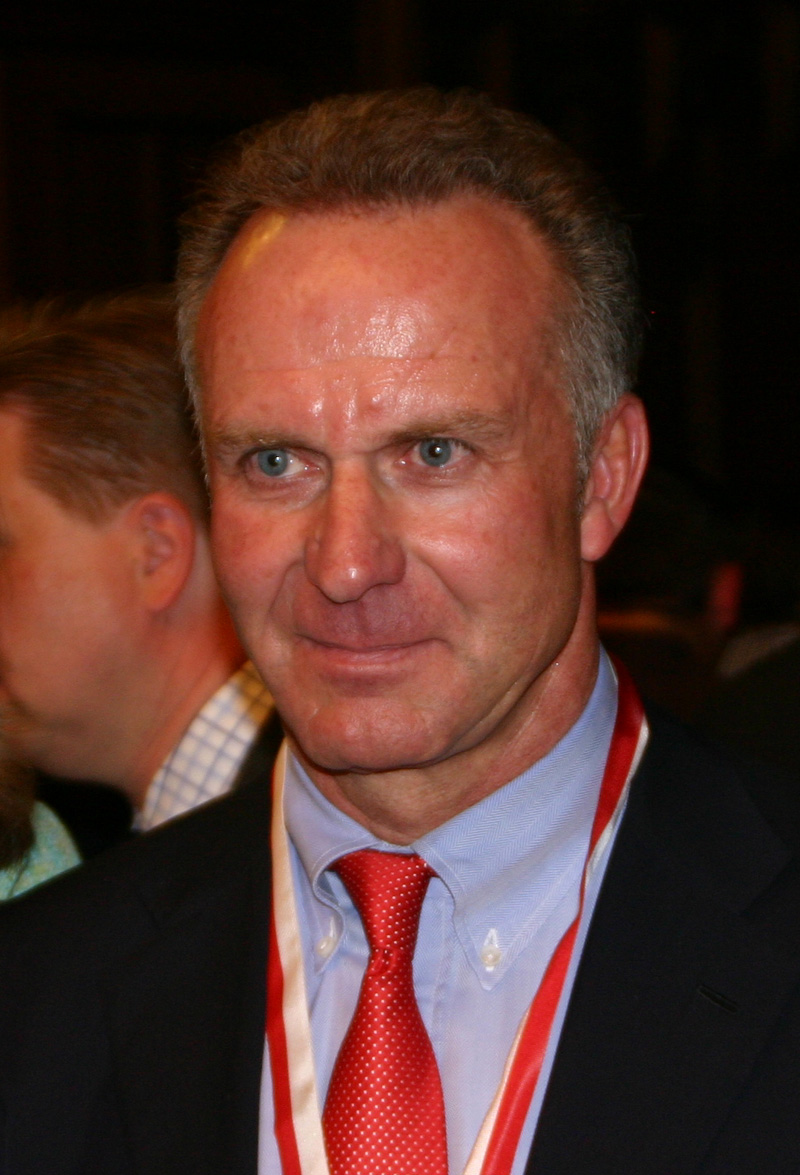
Karl-Heinz Rummenigge spielte für die Borussia

### Borussia Lippstadt
Am 24. März 1908 wurde der Sportverein Borussia 08 Lippstadt gegründet. Die Gründerväter waren Schüler des Ostendorf-Ratsgymnasiums im Holländer Hof an der Langen Straße. Bereits zwei Jahre nach der Gründung stieg die Mannschaft aus der untersten Spielklasse auf. 1911 verbot der Schulleiter des Ostendorf-Ratsgymnasiums seinen Schülern die Mitgliedschaft bei der Borussia. Zwei Aufstiege in Folge brachten die Borussia 1935 in die zweitklassige Bezirksliga Ostwestfalen.
Nach dem Zweiten Weltkrieg schaffte die Borussia 1952 den Aufstieg in die Landesliga. Mit fünf Punkten Rückstand auf den SV Brackwede verpasste die Mannschaft 1956 die Qualifikation für die neu eingeführte Verbandsliga. Ein Jahr später gelang der Aufstieg, jedoch folgte der sofortige Wiederabstieg. Im Jahre 1960 musste die Borussia in die Bezirksliga absteigen.
Zwischen 1963 und 1966 und von 1967 bis 1970 kehrte die Borussia in die Landesliga zurück. Erst ab 1973 konnte sich der Verein längerfristig in der Landesliga etablieren. 1974 wurde die Borussia Vizemeister hinter dem BV Brambauer. Im Jahre 1993 endete die Landesligaära mit dem Abstieg als Tabellenletzter. Zwei Jahre später begann die Borussia, im Jugendbereich mit der Teutonia zu kooperieren, ehe es 1997 zur Fusion der beiden Vereine kam. Bundesweit bekannt wurde Borussia Lippstadt als Heimatverein der späteren deutschen Nationalspieler Karl-Heinz und Michael Rummenigge.

Stammbaum des SV Lippstadt 08

### Die Fusion
Die Fusion der beiden Fußballabteilungen war aufgrund der großen Rivalität zwischen der Teutonia und der Borussia nicht unumstritten. Obwohl beide Vereine finanziell schwer angeschlagen waren und der Konkurs drohte, gab es auf beiden Seiten große Widerstände gegen ein Zusammengehen. Standen sich im Jugendbereich die beiden Vereine im Kreispokalfinale gegenüber kamen mehrfach über 1.000 Zuschauer zu dem Spiel. Die von der damaligen Borussia-Präsidentin Brigitte Rühlemann eingefädelte Fusion konnte nach langwierigen Verhandlungen schließlich doch erfolgreich abgeschlossen werden. Allerdings würde es laut Rühlemann noch heute Teutonen geben, die keinen Fuß in das alte Stadion der Borussia setzen würden.

## Geschichte des SV Lippstadt 08

### Oberligajahre (1997 bis 2008)
| Saison  | Liga                     | Level | Platz | Tore  | Punkte |
| ------- | ------------------------ | ----- | ----- | ----- | ------ |
| 1997/98 | Verbandsliga Westfalen 1 | V     | 02.   | 66:36 | 52     |
| 1998/99 | Oberliga Westfalen       | IV    | 03.   | 65:43 | 52     |
| 1999/00 | Oberliga Westfalen       | IV    | 03.   | 49:38 | 47     |
| 2000/01 | Oberliga Westfalen       | IV    | 11.   | 64:54 | 47     |
| 2001/02 | Oberliga Westfalen       | IV    | 14.   | 42:51 | 37     |
| 2002/03 | Oberliga Westfalen       | IV    | 04.   | 74:46 | 66     |
| 2003/04 | Oberliga Westfalen       | IV    | 11.   | 51:51 | 46     |
| 2004/05 | Oberliga Westfalen       | IV    | 15.   | 44:66 | 31     |
| 2005/06 | Oberliga Westfalen       | IV    | 13.   | 43:65 | 41     |
| 2006/07 | Oberliga Westfalen       | IV    | 04.   | 55:47 | 61     |
| 2007/08 | Oberliga Westfalen       | IV    | 16.   | 37:67 | 32     |

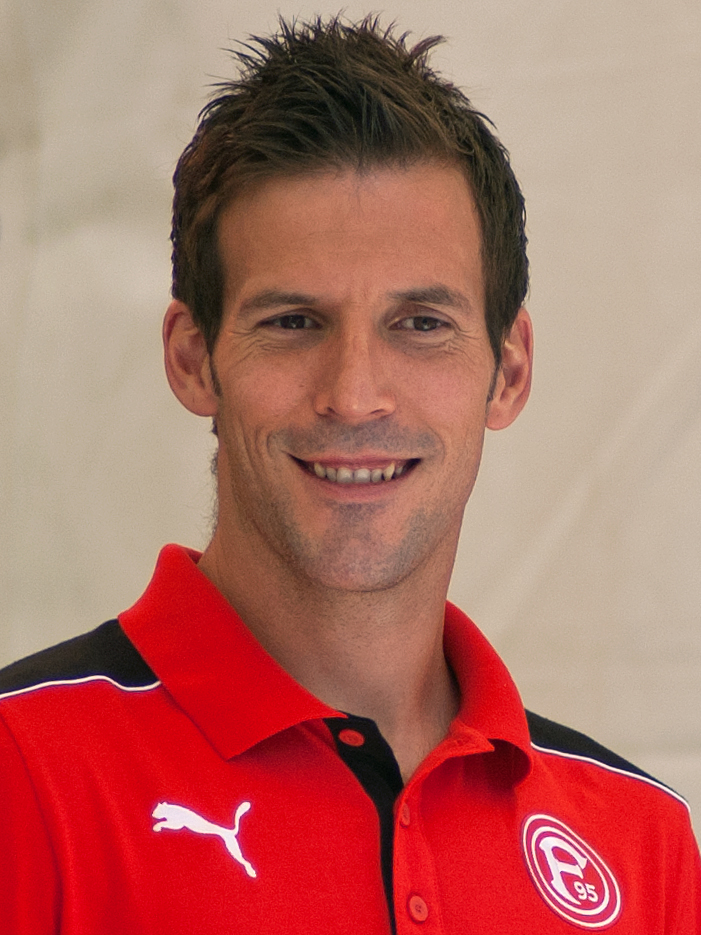
Jens Langeneke

In der Saison 1997/98 gelang unter Trainer Heinz Knüwe der Aufstieg in die Oberliga Westfalen. Nach einem 1:0 beim SC Herford stand der SV 08 am letzten Spieltag als Tabellenzweiter fest und stieg zusammen mit dem FC Eintracht Rheine auf. Sowohl in der Saison 1998/99 als auch in der folgenden Spielzeit wurden die Lippstädter jeweils Dritter. Im Jahre 2002 erreichten die Lippstädter das Halbfinale im Westfalenpokal. Durch die Niederlage gegen die Sportfreunde Siegen verpasste die Mannschaft die Qualifikation für den DFB-Pokal.
In der Saison 2002/03 wurde Daniel Farke mit 28 Toren Torschützenkönig der Oberliga. Zwei Jahre später gelang Wojciech Pollok mit 22 Toren das gleiche Kunststück. Sportlich konnte die Mannschaft nur aufgrund der besseren Tordifferenz gegenüber der TSG Sprockhövel und dem SV Vorwärts Kornharpen die Klasse halten. Zur Saison 2006/07 kehrte Heinz Knüwe auf die Lippstädter Trainerbank zurück. Eine Serie von elf Spielen ohne Niederlage brachte der Mannschaft die Herbstmeisterschaft. Nach dem Wechsel des Torjägers Rodrigo Cesar Martins, der zu diesem Zeitpunkt schon 16 Mal getroffen hatte, zum SC Pfullendorf blieben die Lippstädter in der Rückrunde acht Spiele in Folge ohne Sieg, so dass der SVL nur Vierter wurde.
In der folgenden Spielzeit übernahm Oliver Roggensack das Traineramt. Nachdem die Mannschaft nach der Hinrunde auf Platz 13 gelegen war, wurde Roggensack wieder entlassen und Holger Wortmann als Nachfolger präsentiert. Auch unter Wortmann verpassten die Lippstädter schließlich als Drittletzter die Qualifikation für die neu eingeführte NRW-Liga und mussten in die Westfalenliga absteigen. Sportlich wie finanziell lag der Verein am Boden, der, um den Verein zu retten, den Spielern und Trainern die Gehälter kürzen musste.

### Von der Westfalenliga in die Regionalliga (2008 bis 2014)
| Saison  | Liga               | Level | Platz | Tore  | Punkte |
| ------- | ------------------ | ----- | ----- | ----- | ------ |
| 2008/09 | Westfalenliga 1    | VI    | 05.   | 66:54 | 52     |
| 2009/10 | Westfalenliga 1    | VI    | 02.   | 83:34 | 67     |
| 2010/11 | Westfalenliga 1    | VI    | 07.   | 62:41 | 51     |
| 2011/12 | Westfalenliga 1    | VI    | 01.   | 97:25 | 87     |
| 2012/13 | Oberliga Westfalen | V     | 01.   | 75:25 | 75     |
| 2013/14 | Regionalliga West  | IV    | 18.   | 38:64 | 24     |

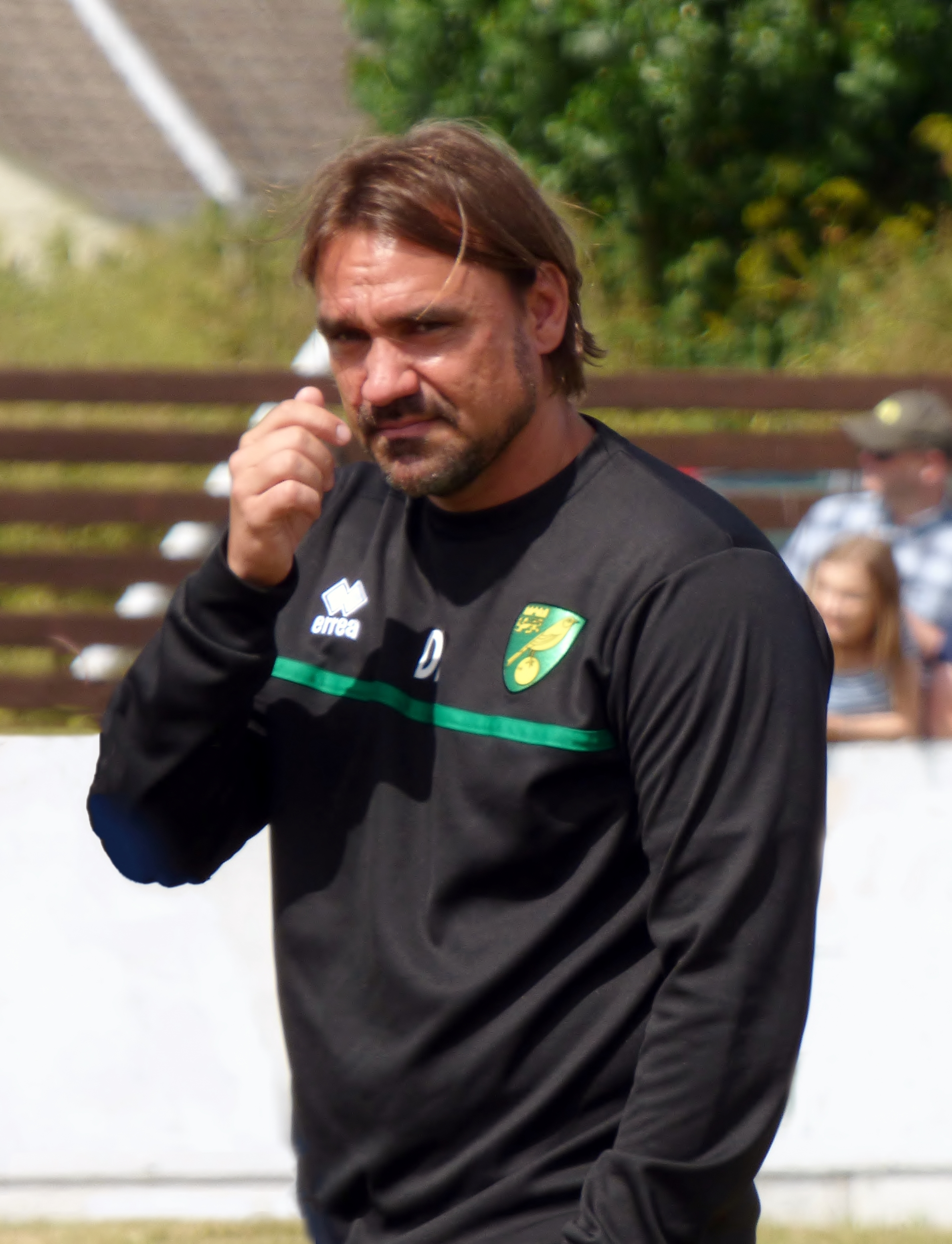
Daniel Farke

Der direkte Wiederaufstieg misslang. Dafür erreichte der SVL den höchsten Sieg der Vereinsgeschichte, als im Achtelfinale des Kreispokalwettbewerbs Hellas Lippstadt mit 34:0 besiegt wurde. Im Sommer 2009 übernahm der ehemalige Torjäger Daniel Farke das Amt des Trainers und Sportdirektors. Mit Farke setzte der Verein vornehmlich auf junge, hungrige Talente aus der Region. In der Saison 2009/10 wurde der SVL mit acht Punkten Rückstand auf Westfalia Rhynern Vizemeister der Westfalenliga. Stürmer Manuel Eckel erzielt dabei 40 Saisontore und wurde in der Sportzeitschrift Sport Bild auf einer Doppelseite porträtiert.
Zwei Jahre später sicherte sich die Mannschaft am drittletzten Spieltag die vorzeitige Meisterschaft der Westfalenliga 1. Durch eine Ligenreform erhielten die Lippstädter 2012 die Chance, in die Regionalliga aufzusteigen. In zwei Ausscheidungsspielen traf die Mannschaft auf die klassenhöhere SSVg Velbert. Das Hinspiel in Velbert wie auch das Rückspiel endeten jeweils mit 2:1-Siegen der Velberter. Wie schon im Vorjahr wurde Viktor Maier 2012 Torschützenkönig der Westfalenliga. Dabei erzielte er in der Saison 2010/11 22 und ein Jahr später 24 Tore. Gleichzeitig konnte sich der Club durch den Verkauf des Vereinsheims entschulden.
Somit spielten die Lippstädter in der wieder eingeführten Oberliga Westfalen und spielten von Anfang an in der Spitzengruppe mit. Am 26. Mai 2013 gelang der Mannschaft durch ein 3:0 beim TuS Heven der Aufstieg in die Regionalliga West. Viktor Maier wurde mit 30 Saisontoren Torschützenkönig der Oberliga. Zudem qualifizierte sich der SVL für den DFB-Pokal. Zwar verloren die Lippstädter das Halbfinale gegen Arminia Bielefeld mit 2:4, allerdings schaffte die Arminia den Aufstieg in die 2. Bundesliga, wodurch die Lippstädter zum Lucky Loser wurde. In der ersten Runde unterlag der SVL gegen Bayer 04 Leverkusen mit 1:6. Benjamin Kolodzig erzielte im mit 3.500 Zuschauern ausverkauften Lippstädter Stadion den zwischenzeitlichen Ausgleich zum 1:1.
In der Regionalliga kämpfte die junge Lippstädter Mannschaft von Beginn an gegen den Abstieg. Am letzten Spieltag kam es zum direkten Duell mit dem ebenfalls abstiegsgefährdeten SC Wiedenbrück 2000. Der Sieger dieses Spiels blieb sicher in der Regionalliga. Vor 2.840 Zuschauern konnte der SVL zunächst einen Rückstand ausgleichen, musste aber noch ein Gegentor hinnehmen und kassierte noch zwei Rote Karten. Da der KFC Uerdingen 05 gleichzeitig mit 1:0 bei der SSVg Velbert gewann, rutschten die Lippstädter auf den vorletzten Platz zurück, welcher den sicheren Abstieg in die Oberliga Westfalen bedeutete.

### Gegenwart (seit 2014)
| Saison  | Liga               | Level | Platz | Tore  | Punkte |
| ------- | ------------------ | ----- | ----- | ----- | ------ |
| 2014/15 | Oberliga Westfalen | V     | 05.   | 66:36 | 60     |
| 2015/16 | Oberliga Westfalen | V     | 06.   | 58:44 | 55     |
| 2016/17 | Oberliga Westfalen | V     | 06.   | 60:43 | 55     |
| 2017/18 | Oberliga Westfalen | V     | 01.   | 56:33 | 60     |
| 2018/19 | Regionalliga West  | IV    | 14.   | 36:48 | 41     |
| 2019/20 | Regionalliga West  | IV    | 16.   | 21:43 | 19     |
| 2020/21 | Regionalliga West  | IV    | 16.   | 37:63 | 40     |
| 2021/22 | Regionalliga West  | IV    | 14.   | 54:65 | 43     |
| 2022/23 | Regionalliga West  | IV    | 11.   | 51:56 | 46     |
| 2023/24 | Regionalliga West  | IV    | 15.   | 40:63 | 33     |
| 2024/25 | Oberliga Westfalen | V     | 07.   | 54:51 | 50     |

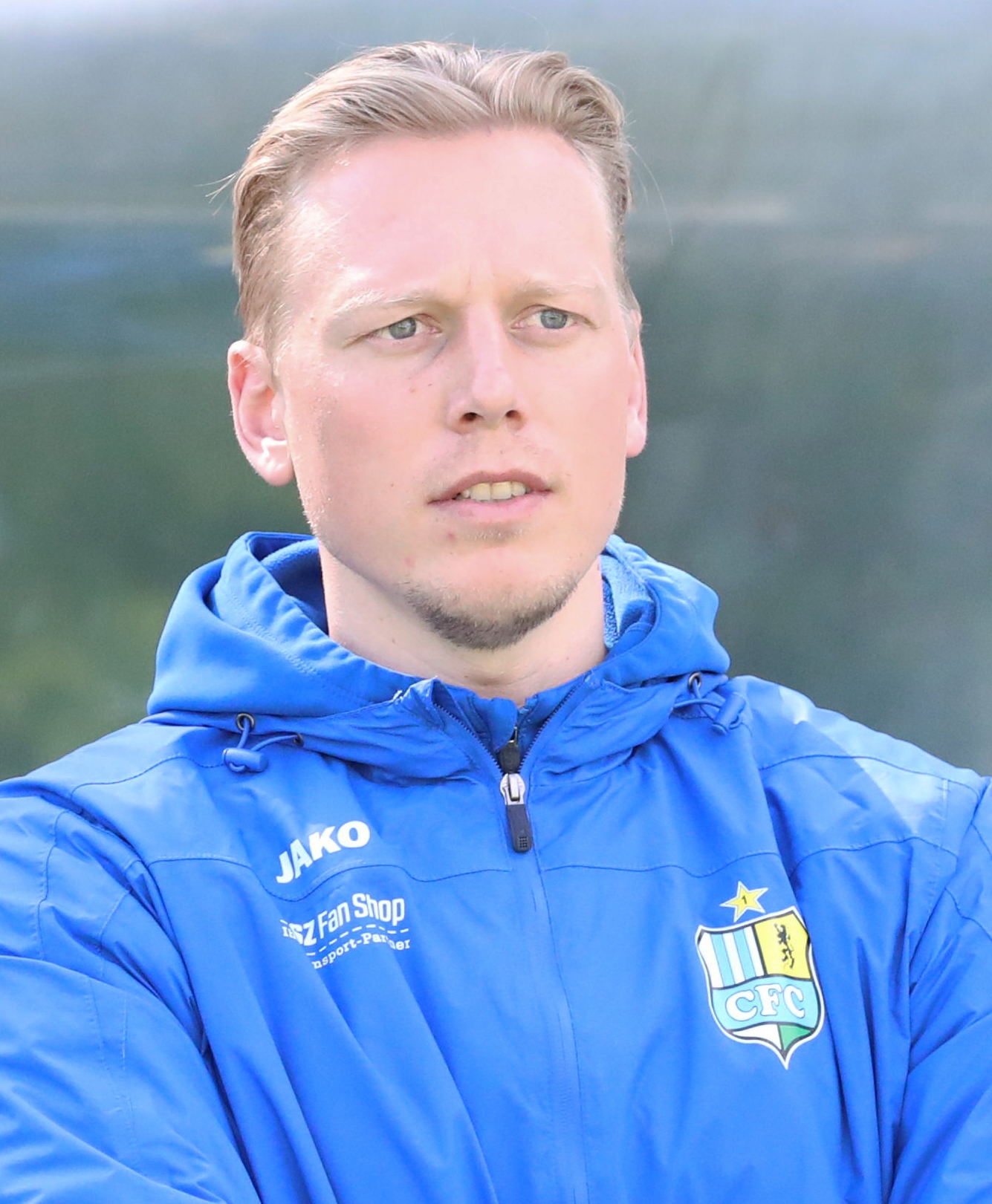
Marcel Hötteke

Nach einem verpatzten Start in die Oberligasaison 2014/15 fingen sich die Lippstädter in der Rückrunde wieder und rückten bis auf Platz fünf vor. Trainer Daniel Farke gab bereits vorzeitig seinen Abgang zum Saisonende bekannt. Nachfolger wurde der bisherige Co-Trainer Stefan Fröhlich, unter dem die Lippstädter in der folgenden Saison 2015/16 lange Zeit um den Aufstieg mitspielten, aber im letzten Drittel der Spielzeit einbrachen und Sechster wurden. Nach einem durchwachsenen Start in die Saison 2017/18 trennten sich die Lippstädter Anfang Oktober 2017 vom Trainer Stefan Fröhlich.
Unter seinem Nachfolger Daniel Berlinski verlor die Mannschaft nur noch drei Spiele. Mit einem 1:0 über die Sportfreunde Siegen sicherten sich die Lippstädter am letzten Spieltag die Meisterschaft und den Wiederaufstieg in die Regionalliga West. Das Entscheidungsspiel um einen Platz im DFB-Pokal wurde gegen den SV Rödinghausen mit 1:3 verloren. Zurück in der Regionalliga kämpften die Lippstädter stets gegen den Abstieg und profitierten in der Saison 2019/20 davon, dass wegen der COVID-19-Pandemie der Abstieg ausgesetzt wurde. In der Saison 2021/22 rettete sich die Mannschaft erst am vorletzten Spieltag durch einen 1:0-Sieg bei Rot-Weiß Oberhausen. Ein Jahr später konnten die Lippstädter bereits am viertletzten Spieltag den Klassenerhalt sichern, obwohl der Verein nach eigenen Angaben den kleinsten Etat der Liga hatte.
In der Saison 2023/24 reichte es für die Lippstädter jedoch nur für Platz 15, was den Abstieg in die Oberliga Westfalen bedeutete.

## Erfolge
| - Teilnahme am DFB-Pokal: 2013/14 - Meister der Oberliga Westfalen: 2013, 2018 - Meister der Westfalenliga 1: 2012 | - Westfalenmeister der D-Junioren: 2007 - Hallen-Westfalenmeister der B-Junioren: 2014 - Hallen-Westfalenmeister der C-Junioren: 2020 |

## Persönlichkeiten

### Kader der Saison 2024/25
Stand: 21. Oktober 2024
| 01 | Benjamin Aust | Deutschland |
| 12 | Joshua Thiede | Deutschland |
| 32 | Julian Fuest  | Deutschland |

| 04 | Maurice Buckesfeld | Deutschland                    |
| 05 | Kiyan Sadeghi      | Deutschland Iran               |
| 15 | Janik Steringer    | Deutschland                    |
| 17 | Samet Coşkun       | Deutschland                    |
| 19 | Alessandro Toia    | Deutschland Italien            |
| 23 | Nils Köhler        | Deutschland                    |
| 34 | Jaden Garris       | Deutschland Vereinigte Staaten |
| 37 | Joel Amadi         | Deutschland                    |

| 06 | Hasan Dere      | Turkei             |
| 08 | Max Kamann      | Deutschland        |
| 10 | Marcello Romano | Deutschland        |
| 14 | Robin Ens       | Deutschland        |
| 21 | Nico Böll       | Deutschland        |
| 26 | Mustafa Doğan   | Deutschland Turkei |
| 27 | David Dören     | Deutschland        |
| 30 | Serkan Temin    | Deutschland Turkei |

| 11 | Damian Biniek     | Polen Deutschland |
| 20 | Louis Neugebauer  | Deutschland       |
| 28 | Gerrit Kaiser     | Deutschland       |
| 29 | Maximilian Franke | Deutschland       |

### Ehemalige Spieler

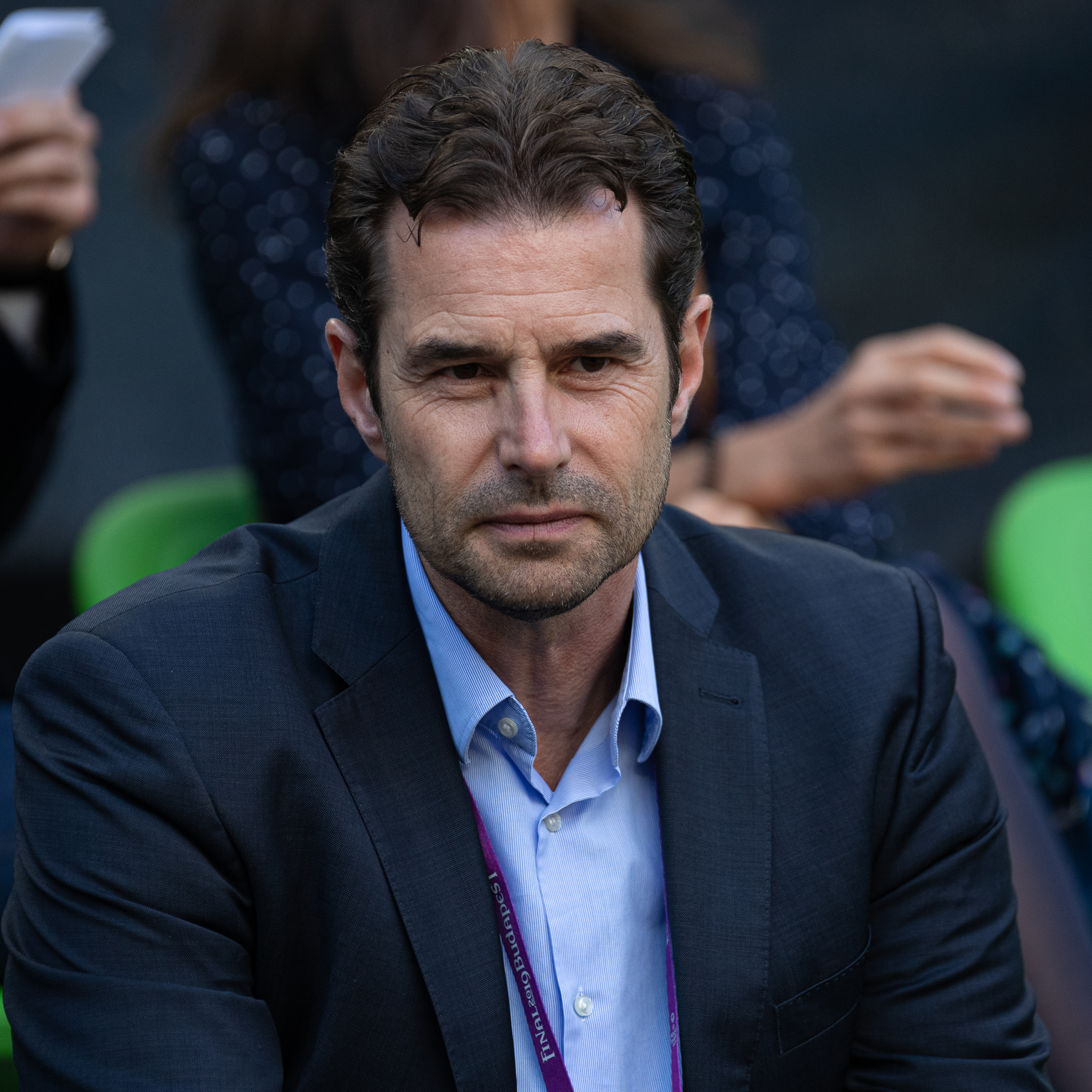
Ralf Kellermann

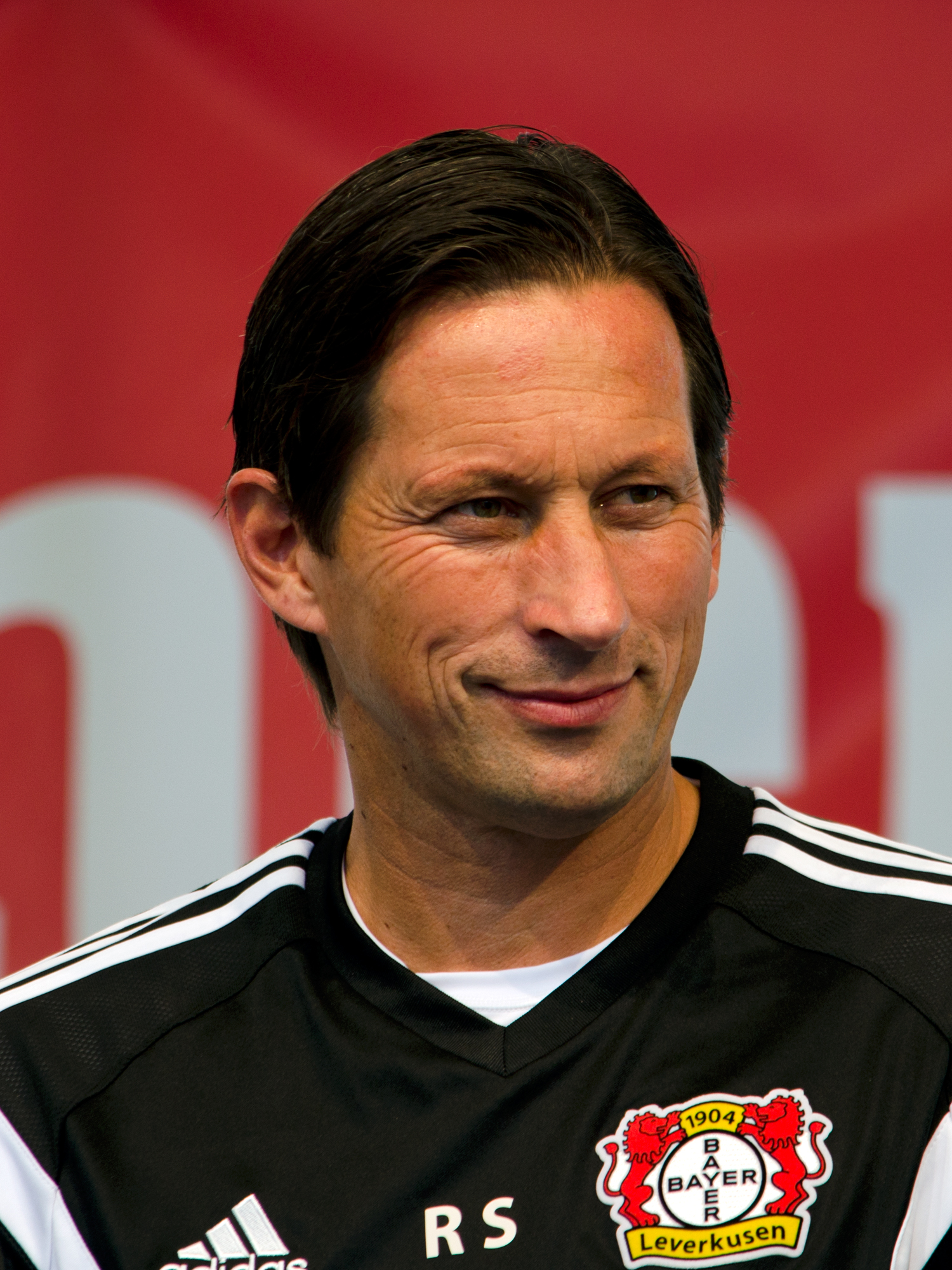
Roger Schmidt

- Musemestre Bamba
- Thomas Bertels
- Diego Bortolozzo
- Ferhat Cerci
- Matthias Dworschak
- Manuel Eckel
- Mohamed El-Bouazzati
- Kai Bastian Evers
- Maximilian Fischer
- István Gál
- Markus Graskamp
- Marcel Hoffmeier
- Marcel Höttecke
- Issa Issa
- Ardian Jevric
- Dardan Karimani
- Ralf Kellermann
- Dominik Klann
- Sven Köhler
- Janis Kraus
- Sven Krause
- Jens Langeneke
- Yannick Langesberg
- Josip Majić
- Rodrigo Cesar Martins
- Henning Matriciani
- Tim Möller
- Patrick Neumann
- Orhan Özkara
- Kurtulus Öztürk
- Wojciech Pollok
- Josip Rašić
- Roger Schmidt
- Sören Seidel
- Sascha Siebert
- Danilo de Souza
- Julian Stöckner
- Admir Terzić
- Olcay Turhan
- Mirko Vogt
- Wladimir Wagner

### Trainerhistorie
Eine chronologische Übersicht über alle Trainer des Vereins seit 1997.
| Amtszeit  | Trainer           |
| --------- | ----------------- |
| 1997–1999 | Heinz Knüwe       |
| 1999–2001 | Hans-Jürgen Gede  |
| 2001–2005 | Alfons Beckstedde |
| 2005–2006 | Arndt Hundertmark |

| Amtszeit  | Trainer           |
| --------- | ----------------- |
| 2006–2007 | Heinz Knüwe       |
| 2007–2008 | Oliver Roggensack |
| 2008–2009 | Holger Wortmann   |
| 2009–2015 | Daniel Farke      |

| Amtszeit  | Trainer          |
| --------- | ---------------- |
| 2015–2017 | Stefan Fröhlich  |
| 2017–2019 | Daniel Berlinski |
| seit 2019 | Felix Bechtold   |

## Umfeld

### Weitere Mannschaften
Die zweite Herrenmannschaft startete nach der Fusion im Jahre 1997 in der Bezirksliga und übernahm dort den Platz der bisherigen Borussia. Allerdings trat die Mannschaft aus unbekannten Gründen nicht an und stieg in die Lippstädter Kreisliga A ab. Im Jahre 2002 gelang der Wiederaufstieg, bevor die Mannschaft in der Saison 2005/06 mit dem dritten Platz ihren sportlichen Zenit erreichte. Im Jahre 2011 ging es wieder runter in die Kreisliga A, ehe drei Jahre später der Wiederaufstieg gelang. Während der Saison 2015/16 wurde die Mannschaft kurz vor Weihnachten im Rahmen eines „strategischen Wechsel in der Nachwuchs- und Talentförderung“ aufgelöst. Zu diesem Zeitpunkt war die Lippstädter Reserve abgeschlagener Tabellenletzter. Seitdem stellt der Verein keine zweite Mannschaft mehr.
Die Frauenmannschaft spielte bis 2004 und von 2005 bis 2015 in der Landesliga. Größter Erfolg war dabei die Vizemeisterschaft in der Saison 2009/10 hinter dem SC Borchen. Nach zwei Abstiegen in Folge wurde die Mannschaft im Jahre 2016 aufgelöst. In der Saison 2024/25 gab es ein Comeback in der Kreisliga Lippstadt/Soest.
Im Nachwuchsbereich tritt in der Saison 2024/25 die A-, B- und C-Junioren in der zweitklassigen Westfalenliga, die D-Junioren in der erstklassigen Bezirksliga und die B-Juniorinnen in der drittklassigen Bezirksliga an. Größter Erfolg im Nachwuchsbereich war der Gewinn der Westfalenmeisterschaft durch die D-Junioren im Jahre 2007. Die A-Jugend nahm in der Saison 2017/18 am DFB-Junioren-Vereinspokal teil, scheiterte aber in der ersten Runde mit 0:3 an Hannover 96. Die Lippstädter B-Jugend stieg im Jahre 2019 in die Bundesliga auf und profitierte davon, dass Westfalenmeister Borussia Dortmund II nicht aufsteigen durfte. Die Bundesliga konnte bis 2022 gehalten werden. In der Halle wurde die B-Jugend der Lippstädter im Jahre 2014 Westfalenmeister.
Die Jugendabteilung des SV Lippstadt 08 brachte spätere Profis wie Miriam Hils, Dardan Karimani, Roberto Massimo, Daniel Nsumbu, Marcus Piossek, Christian Santos, Jesse Tugbenyo und Nick Weber hervor. Christian Santos wurde Nationalspieler Venezuelas, während Dilara Soley Deli türkische Nationalspielerin wurde. Der Comedian Matze Knop war ebenfalls Jugendspieler beim SV Lippstadt 08.

### Stadien
Seit der Rückrunde der Saison 2014/15 trägt der SV Lippstadt 08 seine Heimspiele im Stadion am Bruchbaum aus, welches nach dem zunächst befristeten Verkauf der Namensrechte seit Sommer 2018 offiziell Liebelt-Arena heißt. Die Spielstätte hat eine Kapazität von 4000 Zuschauern und wurde auf dem Gelände des ehemaligen Stadion am Bruchbaum errichtet. Das Stadion am Bruchbaum war zuvor die sportliche Heimat von Borussia Lippstadt und wurde vom SV 08 als Trainingsgelände genutzt. Im Februar 2023 wurde eine überdachte Gästetribüne eingeweiht, die 250 Sitz- und 550 Stehplätze anbietet. Die Tribüne soll laut RevierSport 500.000 Euro gekostet haben. Durch den verbesserten Schallschutz kann der Verein Spiele nach 18 Uhr austragen.
Davor war bis Dezember 2014 das Stadion Am Waldschlösschen die Heimspielstätte des Vereins. Das Stadion wurde im Jahre 1921 erbaut und bot Platz für 4250 Zuschauer. Vor der Fusion wurde das Stadion bereits von Teutonia Lippstadt genutzt. Die höchste Zuschauerzahl der Vereinsgeschichte wurde am 16. Juli 2016 erreicht, als 8500 Zuschauer eine 3:4-Testspielniederlage gegen den FC Bayern München verfolgten. Die normale Kapazität wurde mittels Zusatztribünen erhöht. Die höchste Zuschauerzahl in einem Pflichtspiel wurde am 29. November 2002 erreicht, als 4000 Zuschauer eine 1:4-Heimniederlage gegen den FC Gütersloh 2000 verfolgten.

### Fans
In den 1990er und frühen 2000er Jahren erschien das Fanzine Homer, das mehrere Auszeichnungen erhielt. Namensgeber des Fanzines ist die Zeichentrickfigur Homer Simpson aus der Fernsehserie Die Simpsons. Im Jahre 2007 gründete sich die Ultra-Gruppierung Los Aliados (spanisch Die Alliierten). Ein weiterer Fanclub ist der Block LP. Die Anhänger des SV Lippstadt 08 pflegen eine Fanfreundschaft mit den Fans von Rot Weiss Ahlen. Eine Rivalität besteht mit dem FC Gütersloh.